# Jarosław Mamala
Jarosław Mamala (ur. 26 maja 1971 w Nysie) – polski naukowiec, wynalazca, informatyk z zamiłowania, nauczyciel akademicki, przedsiębiorca i mechanik z zawodu. Profesor nauk inżynieryjno-technicznych. Od 2012 roku pełni funkcję prezesa zarządu Parku Naukowo-Technologicznego w Opolu Sp. z o.o.

## Życiorys
W 1996 ukończył studia magisterskie na Wyższej Szkole inżynierskiej w Opolu. W 2002 roku uzyskał stopnień naukowy doktora, a w 2012 roku doktora habilitowanego. W 2012 otrzymał stanowisko profesora nadzwyczajnego Politechniki Opolskiej. 6 kwietnia 2021 roku otrzymał tytuł profesora nauk inżynieryjno-technicznych. Specjalizuje się w zagadnieniach związanych z przepływem mocy w układach napędowych pojazdów. Jako nauczyciel akademicki jest związany z Politechniką Opolską od 1996 roku. Pod koniec lat 90. XX wieku pracował w sektorze automotive pełniąc m.in. funkcję dyrektora ds. technicznych. W latach 2002–2017 koordynował na Katedrze Pojazdów Politechniki Opolskiej laboratoria techniczne. Zrealizował kilkadziesiąt wspólnych z sektorem automotive projektów naukowych w tym 18 współfinansowanych ze środków pochodzących z funduszy europejskich.
Od 2012 jest Prezesem Parku Naukowo-Technologicznego w Opolu Sp. z o.o.; buduje jego struktury oraz wizję Spółki opartą na autorskiej strategii M. I. N. D..

## Życie prywatne
Żonaty, ojciec trojga dzieci. Lubi sport i turystykę oraz aktywny wypoczynek wśród przyrody.

## Praca naukowa
Jarosław Mamala jest autorem i współautorem ponad 190 publikacji naukowych w tym publikacji Problems in assessing road vehicle drivability parameters determined with the aid of accelerometer, wydanej w książce w SAE Transactions w USA w tomie Journal of Passenger Cars-Mechanical Systems. Realizatorem projektów badawczych oraz autorem i współautorem 11 patentów potwierdzonych przez Urząd Patentowy w Polsce, zorientowanych m.in. wokół zainteresowań związanych z motoryzacją oraz silnikami spalinowymi. Wśród nich znajdują się:
Prawa ochronne:
- Pat.224395 - urządzenie samochodowe do transportu, zwłaszcza motorowerów, motocykli i czterokołowców lekkich,
- Pat.225233 - sposób zamiany efektywnego stopnia sprężania silnika spalinowego o spalaniu wewnętrznym i układ do zmiany efektywnego stopnia sprężania silnika spalinowego o spalaniu wewnętrznym,
- Pat.232003 - świeca zapłonowa silników spalinowych,
- Pat.234196 - sposób zmiany efektywnego stopnia sprężania silnika spalinowego oraz wtryskiwacz paliwa do silników spalinowych o zapłonie iskrowym z układem do zmiany efektywnego stopnia sprężania silnika spalinowego,
- Pat.234197 - sposób zmiany efektywnego stopnia sprężania silnika spalinowego oraz tulejka świecy zapłonowej do silników spalinowych o zapłonie iskrowym z układem do zmiany efektywnego stopnia sprężania silnika spalinowego,
- Pat.208810 - sposób wyznaczania parametrów trakcyjnych pojazdu drogowego,
- Pat.207517 - obudowa, zwłaszcza układu do wyznaczania parametrów trakcyjnych pojazdu drogowego,
- Pat.211616 - stanowisko do pomiaru siły uciągu pojazdu drogowego,
- Pat.235861 - ferrodynamiczny siłownik,
- Pat.234401 - układ napędowy z przekładnią stopniową, zwłaszcza do pojazdów drogowych,
- Pat.207781 - sposób doładowania silnika spalinowego i układ do doładowania silnika spalinowego,

Publikacje:
- Mamala Jarosław, Krystian Hennek, Graba Mariusz, Prażnowski Krzysztof: Control of the effective pressure in the cylinder of a spark-ignition engine by electromagnetic valve actuator, SAE WCX World Congress Experience w Detroit, SAE Technical Paper, SAE 2019-01-1201, USA, 2019.
- Mamala Jarosław, Prażnowski Krzysztof, Augustynowicz Andrzej: Assessment of roadway surface condition based on measurements of sprung mass acceleration in the conditions of actual drive of a passenger car, 21th International Scientific Conference TRANSPORT MEANS – 2017, Judokrante, Litwa, Source-work-ID: 0124191151375-14.
- Prażnowski Krzysztof, Mamala Jarosław, "Problems in Assessing Pneumatic Wheel Unbalance of a Passenger Car Determined with Test Road in Normal Conditions," SAE Technical Paper 2017-01-1805, USA 2017[12],
- Mamala Jarosław, Bieniek Andrzej: The impact of EGR valve construction on the parameters engine of the agricultural tractor, w: FISITA 2014 World Automotive Congress. Proceedings 2014, ss. 10–10.
- Control of advanced EGR system at nonroad diesel engine, w: 16th Asia Pacific Automotive Engineering Conference APAC 16., 2011, SAE International, SAE Technical Paper 2011-28-0097, Indie 2011[13],
- Mamala Jarosław, Jantos Jerzy, Brol Sebastian: The estimation of the engine power with use of an accelerometer, w: SAE Word Congress 2010, SAE 2010-01-0929, Detroit, USA[14],
- Mamala Jarosław, Jantos Jerzy: Shift speed control in CVT powertrain, w: International  Journal of Vehicle Design, USA, nr vol. 54, nr 1, 2010, ss. 26–34[15],
- Mamala Jarosław, Brol Sebastian, Jantos Jerzy [i in.]: Diagnostics of the drivetrain in a passenger car, w: 10th International Symposium on Advanced Vehicle Control., UK 2010, ss. 508–513.
- Jantos Jerzy, Brol Sebastian, Mamala Jarosław: Problems in assessing road vehicle drivability parameters determined with the aid of accelerometer, w: SAE Transactions: Journal of Passenger Cars-Mechanical Systems, USA, nr vol. 116, 2008, ss. 1318–1324.
- Mamala Jarosław, Jantos Jerzy, Bieniek Andrzej [i in.]: Compensation of mechanical inertia in passenger car with spark ignition engine, w: 11th European Automotive Congress "Automobile for the Future", Hungary, EAEC 2007, Budapeszt.
- Mamala Jarosław, Jantos Jerzy: Exploitation characteristics of a engine car, w: Journal of KONES, Poland, nr vol. 12, nr 1–2, 2005, ss. 217–224.

Projekty:
- Prace B+R dotyczące sposobu efektywnego zasilania silnika spalinowego, projekt badawczy,  RPO WO  nr RPOP.01.1.00-16-0063/16.
- Utworzenie Centrum Projektowania Inżynierskiego w ramach Parku Naukowo-Technologicznego w Opolu, projekt badawczy, RPO WO nr RPOP.01.1.00-16-0026/16.
- Urządzenie do kontroli parametrów trakcyjnych oraz diagnostyki układów napędowych samochodów osobowych, ciężarowych i autobusów, projekt badawczo-rozwojowy nr N R10 005906 finansowanego przez Narodowe Centrum Badań i Rozwoju w Warszawie w latach 2009–2012.
- Samochodowy układ napędowy o zerowej inercji – projekt badawczy nr 1830/T12/2005/29 finansowanego przez Ministerstwo Edukacji i Nauki w Warszawie w latach 2005–2008.
- Mechatroniczna pompa wtryskowa dla pojazdów typu „Off-Road”, projekt badawczo-rozwojowy nr N N502 447436 finansowanego przez narodowe Centrum Nauki w Warszawie w latach 2009–2011.

## Odznaczenia i wyróżnienia
Został wyróżniony ośmiokrotnie nagrodą Rektora Politechniki Opolskiej za działalność naukową, organizacyjną i dydaktyczną, medalem Polskiego Towarzystwa Naukowego Silników Spalinowych, dyplomami na światowych wystawach wynalazków Brussels Innova - Eureka Contest, IENA, Norymberga, GENEVE Inventions oraz dwukrotnie dyplomem Ministra Nauki i Szkolnictwa Wyższego. Jest też członkiem Polish Scientific Society of Combustion Engines i Society Automotive Engineers SAE (USA).
W ciągu dotychczasowej kariery naukowej oraz biznesowej otrzymał szereg wyróżnień, wśród, których można wymienić:
- Nagrodę Prezesa Urzędu Patentowego Rzeczypospolitej Polskiej
- Srebrny Medal dla wynalazku na GENEVE Inventions
- Srebrny Medal dla wynalazku na Brussels Innova – Eureka Contest
- Wyróżnienie Srebrnego Lauru Biznesu Opolskiej Izby Gospodarczej, za rozwijanie Parku Naukowo-Technologicznego w Opolu[18]
- Wyróżnienie Srebrnego Lauru Biznesu Opolskiej Izby Gospodarczej, za rozwijanie Fraunhofer Project Center w Opolu